# Borodino (kraï de Krasnoïarsk)
Pour les articles homonymes, voir Borodino.
Borodino (en russe : Бородино) est une ville du kraï de Krasnoïarsk, en Russie. Sa population s'élevait à 16 764 habitants en 2013.

## Géographie
Borodino est située à 186 km au nord-est de Krasnoïarsk.

## Histoire
Borodino est fondée en 1949 comme cité minière avec le statut de commune urbaine. Elle accède au statut de ville en 1981.
Il a été fondé en tant que colonie de mineurs de charbon à la mine de charbon Irsha-Borodinsky, tire son nom du village de Borodino, situé à 5 km de la ville et situé dans le Route de Sibérie. Selon la légende, le village a été fondé par des soldats du régiment  Semyonovsky, participants à la guerre patriotique de 1812 et "sa bataille principale", exilés en Sibérie après l’Histoire de Semionovsky en 1820.

## Population
Recensements (*) ou estimations de la population
| 1959* | 1970*  | 1979*  | 1989*  |
| ----- | ------ | ------ | ------ |
| 9 921 | 10 838 | 11 331 | 18 426 |

| 2002*  | 2010*  | 2012   | 2013   |
| ------ | ------ | ------ | ------ |
| 19 181 | 17 416 | 16 956 | 16 764 |

## Économie
La principale activité de Borodino est l'extraction du charbon par l'entreprise OAO Razrez Borodinski (ОАО "Разрез 'Бородинский'").

## Personnalité
- Olga Medvedtseva, biathlète russe, née à Borodino en 1975.